# Nogometna liga ZO Bjelovar 1978./79.
Nogometna liga ZO Bjelovar, također i pod nazivoma Nogometna liga Zajednice općina Bjelovar za sezonu 1978./79. je predstavljala ligu petog stupnja nogometnog prvenstva Jugoslavije. 
 
Sudjelovalo je 12 klubova, a prvak je bio klub "TVIN" iz Virovitice. 

Reorganizacijom ligaškog sustava i priključenjem momčadi koje su igrale "Međuopćinsku ligu Koprivnica – Križevci", liga od sezone 1979./80. postaje "Nogometna zona ZO Bjelovar". 

## Sustav natjecanja
12 klubova je igralo dvokružnu ligu (22 kola).

## Ljestvica
| mj. | klub                 | ut. | pob | ner | por | gol+ | gol- | bod |
| --- | -------------------- | --- | --- | --- | --- | ---- | ---- | --- |
| 1.  | TVIN Virovitica      | 22  | 16  | 4   | 2   | 63   | 13   | 36  |
| 2.  | Daruvar              | 22  | 12  | 5   | 5   | 55   | 28   | 29  |
| 3.  | Mladost Ždralovi     | 22  | 8   | 10  | 4   | 43   | 31   | 26  |
| 4.  | Pitomača             | 22  | 9   | 7   | 6   | 40   | 29   | 25  |
| 5.  | Zdenka Veliki Zdenci | 22  | 11  | 3   | 8   | 46   | 38   | 25  |
| 6.  | Česma Bjelovar       | 22  | 10  | 3   | 9   | 45   | 39   | 23  |
| 7.  | Borac Čazma          | 22  | 9   | 3   | 10  | 29   | 36   | 21  |
| 8.  | Hajduk Pakrac        | 22  | 6   | 7   | 9   | 26   | 44   | 19  |
| 9.  | Borac Ferdinandovac  | 22  | 7   | 3   | 12  | 25   | 42   | 17  |
| 10. | Borac Virovitica     | 22  | 6   | 5   | 11  | 25   | 50   | 17  |
| 11. | Bjelovar             | 22  | 6   | 3   | 13  | 28   | 42   | 15  |
| 12. | Slavonac Lipik       | 22  | 4   | 3   | 15  | 26   | 71   | 11  |

## Rezultatska križaljka
| kratica | klub                 | BJE | BORČ | BORF | BORV | ČES | DAR | HAJ | MLA | PIT | SLA | TVIN | ZDE |
| --- | -------------------- | --- | ---- | ---- | ---- | --- | --- | --- | --- | --- | --- | ---- | --- |
| BJE | Bjelovar             |     |      |      |      |     |     |     |     |     |     |      |     |
| BORČ | Borac Čazma          |     |      |      |      |     |     |     |     |     |     |      |     |
| BORF | Borac Ferdinandovac  |     |      |      |      |     |     |     |     |     |     |      |     |
| BORV | Borac Virovitica     |     |      |      |      |     |     |     |     |     |     |      |     |
| ČES | Česma Bjelovar       |     |      |      |      |     |     |     |     |     |     |      |     |
| DAR | Daruvar              |     |      |      |      |     |     |     |     |     |     |      |     |
| HAJ | Hajduk Pakrac        |     |      |      |      |     |     |     |     |     |     |      |     |
| MLA | Mladost Ždralovi     |     |      |      |      |     |     |     |     |     |     |      |     |
| PIT | Pitomača             |     |      |      |      |     |     |     |     |     |     |      |     |
| SLA | Slavonac Lipik       |     |      |      |      |     |     |     |     |     |     |      |     |
| TVIN | TVIN Virovitica      |     |      |      |      |     |     |     |     |     |     |      |     |
| ZDE | Zdenka Veliki Zdenci |     |      |      |      |     |     |     |     |     |     |      |     |
| |                      |     |      |      |      |     |     |     |     |     |     |      |     |
| podebljan rezultat - utakmice od 1. do 11. kola (1. utakmica između klubova) rezultat normalne debljine - utakmice od 12. do 22. kola (2. utakmica između klubova) rezultat nakošen - nije vidljiv redoslijed odigravanja međusobnih utakmica iz dostupnih izvora rezultat smanjen * - iz dostupnih izvora nije uočljiv domaćin susreta prekrižen rezultat - poništena ili brisana utakmica p - utakmica prekinuta 3:0 p.f. / 0:3 p.f. - rezultat 3:0 bez borbe n.i. - nije igrano |                      |     |      |      |      |     |     |     |     |     |     |      |     |

 Izvori: